# Otto Maria Stritzko
Otto Maria Stritzko (2. února 1908 Jaroměřice nad Rokytnou – 24. června 1986 Stará Říše) byl český malíř, grafik a restaurátor.

## Život
Studoval Uměleckoprůmyslovou školu v Praze u prof. Bendy a Hoffbauera, studia však nedokončil. Kromě malířské a restaurátorské tvorby se věnoval také ilustrátorství a grafické úpravě knih.
Jeho manželkou byla Marie Stritzková-Florianová, dcera Josefa Floriana, katolického vydavatele ze Staré Říše, kam se s ní odstěhoval v roce 1940. Byl otcem Jakuba Stritzka (*1939) a malířky Juliany Jirousové (*1943), manželky básníka Ivana Martina Jirouse.
V roce 2024 proběhla v Muzeu Vysočiny Třebíč výstava Otto Stritzko známý i neznámý, ta se zabývala malířskou tvorbou Otty Stritzka a proběhla mezi 17. zářím a 20. říjnem 2024. Současně byla představen kniha Pavla Kryštofa Nováka Otto Stritzko známý i neznámý.